# Taunusstein
Taunusstein – miasto w Niemczech, w kraju związkowym Hesja, w rejencji Darmstadt, w powiecie Rheingau-Taunus.

## Współpraca
Miejscowości partnerskie:
- Caldes de Montbui, Hiszpania
- Herblay, Francja
- Wünschendorf/Elster, Turyngia
- Yeovil, Wielka Brytania